# نایف الموسی
نایف الموسی (انگلیسی: Naif Al-Mousa؛ زادهٔ ۲۱ نوامبر ۱۹۸۶) یک ورزشکار اهل عربستان سعودی است.
از باشگاه‌هایی که در آن بازی کرده‌است می‌توان به باشگاه فوتبال الشباب عربستان سعودی، باشگاه فوتبال الحزم عربستان سعودی، و باشگاه فوتبال التعاون عربستان سعودی اشاره کرد.